# Língua nórdica antiga
O nórdico antigo (em nórdico antigo: Dǫnsk tunga; em sueco: fornnordiska; norueguês e dinamarquês: norrønt; em islandês: fornnorræna) foi uma língua germânica setentrional falada pelos habitantes da Escandinávia, e das regiões colonizadas por estes povos, durante a Era Viquingue e a Baixa Idade Média Nórdica, aproximadamente entre os séculos VIII-IX e XII-XIV.
| Amostra da Língua Nórdica Antiga |
| --- |
| Guð skapaði í upphafi himin ok jörð. (Deus criou no princípio o Céu e a Terra.) Veröldin var greind í þrjár hálfur. (O Mundo foi dividido em três partes.) Gylfi konungr réð þar löndum er nú heitir Svíþjóð. (O rei Gylfi reinou no país que agora se chama Svitjod.) |

| Nomes geográficos portugueses em nórdico antigo | Nomes geográficos portugueses em nórdico antigo |           |
| Nórdico antigo                                  | Português                                       | Português |
| ----------------------------------------------- | ----------------------------------------------- | --------- |
| Portúgal                                        | Portugal                                        |           |
| Lizibon                                         | Lisboa                                          |           |
| Sintré                                          | Sintra                                          |           |
| Alkasse                                         | Alcácer do Sal                                  |           |

Apresentava três grupos dialetais:
- O Nórdico Antigo Oriental - na Suécia e Dinamarca
- O Gútnico Antigo - na Gotlândia
- O Nórdico Antigo Ocidental - na Noruega, Islândia e Ilhas Feroe

Os processos mutacionais que distinguem o nórdico antigo de sua forma mais antiga, o proto-nórdico ou nórdico primitivo, foram concluídos em sua maior parte por volta do século VIII; após este período seguiu-se outro período de transição, que levou ao surgimento dos descendentes modernos do idioma (as atuais línguas germânicas setentrionais), e que durou do meio até o fim do século XIV, e pôs um fim à fase linguística conhecida como nórdico antigo. Estas datas, no entanto, não são absolutas; pode-se encontrar, por exemplo, exemplos escritos do nórdico antigo que datam do século XV.
A maior parte dos falantes dos dialetos nórdicos antigos falava o nórdico antigo oriental, originário da região das atuais Dinamarca e Suécia. Em textos que datam do período medieval islandês, os escritores utilizavam o islandês antigo e o norueguês antigo, que são derivados do nórdico antigo ocidental. Não existe uma fronteira geográfica clara entre os dois dialetos. Traços do nórdico antigo oriental foram encontrados na região leste da Noruega, e traços do nórdico antigo ocidental foram encontrados no oeste da Suécia. O gútnico antigo é incluído ocasionalmente com o dialeto nórdico antigo oriental, porém ele partilha características com ambas as principais variantes, além de seus traços peculiares, surgidas de seu desenvolvimento separado.
As Leis do Ganso Cinzento islandesas mencionam que islandeses, suecos, noruegueses, e dinamarqueses falavam o mesmo idioma, designado por "língua dinamarquesa" (dǫnsk tunga).
Os falantes do dialeto oriental, falado na Suécia e Dinamarca, utilizavam as formas dansk tunga ("língua dinamarquesa") ou norrønt mál ("língua nórdica") para se referir à sua língua.
Gradualmente, o nórdico antigo se fragmentou nas atuais línguas germânicas setentrionais: o islandês, o feroês, o norueguês (nynorsk), norueguês (bokmål), o dinamarquês e o sueco. Destas, a mais próxima ao nórdico antigo é o islandês. O islandês moderno escrito deriva diretamente do sistema de escrita fonêmico do nórdico antigo, e falantes do islandês podem ler o nórdico antigo sem maiores dificuldades, embora os idiomas sejam diferentes na ortografia, na semântica e na ordem das palavras. A pronúncia, no entanto, particularmente dos fonemas vocálicos, foi a que menos se alterou de todos os idiomas germânicos setentrionais. O feroês apresenta muitas semelhanças, porém foi influenciado pelo dinamarquês, norueguês e pelo gaélico (escocês e irlandês). Embora o sueco, dinamarquês e o norueguês sejam os idiomas que mais se diferenciaram do nórdico antigo, ainda mantêm inteligibilidade mútua com o seu antepassado - ainda que ele seja fortemente assimétrico. Isto pode ter ocorrido porque estas línguas foram afetadas mutualmente umas pelas outras, além de terem partilhado um desenvolvimento semelhante, influenciado pelo baixo alemão médio.
Outro idioma que deriva do nórdico antigo é o elfdaliano, falando no município de Älvdalen, na Suécia, por cerca de 1000 a 5000 falantes. Este idioma germânico setentrional não é compreensível por falantes das outras línguas escandinavas, e passou recentemente a ser considerado um idioma indepedente, no lugar de um dialeto do sueco.

## Distribuição geográfica
O antigo islandês era essencialmente idêntico ao norueguês antigo, e juntos formavam o dialeto ocidental do nórdico antigo, que também era falado em territórios colonizados pelos viquingues na Irlanda e na Escócia. O dialeto oriental do nórdico antigo era falando na Dinamarca e na Suécia, e nos territórios colonizados por estes povos na Rússia, Inglaterra e Normandia. O dialeto gútnico antigo era falando na Gotlândia e em diversos povoamentos escandinavos na Europa Oriental. No século XI o nórdico antigo era o idioma europeu mais amplamente falado, desde Vinlândia, na América do Norte, até o rio Volga, nas fronteiras da Ásia. Na Rússia perdurou por mais tempo na região de Novgorod, onde provavelmente durou até o século XIII.

## História
| Língua                                                                             | Período                      | Área |
| ---------------------------------------------------------------------------------- | ---------------------------- | --- |
| Germânico comum                                                                    | - antes da Era Cristã        | norte da Alemanha, Jutlândia e sul da Escandinávia                                                         |
| Protonórdico                                                                       | ca. século I - século VIII   | Escandinávia                                                                                               |
| Nórdico antigo                                                                     | ca. século VIII - século XIV | Escandinávia, e regiões colonizadas por estes povos, durante a Era Viquingue e a Baixa Idade Média Nórdica |
| Línguas nórdicas: dinamarquês, sueco, norueguês, feroês, islandês e o extinto norn | ca. século XIV -             | Países nórdicos                                                                                            |

A língua denominada nórdico antigo é o ramo ocidental antigo das línguas escandinavas e era formada pelo islandês antigo e pelo norueguês antigo. De todas as antigas línguas escandinavas esta é a melhor documentada, pois o nórdico antigo clássico é a língua das sagas islandesas dos séculos XII e XIII.
Foi a língua da era viquingue e da Alta Idade Média na Dinamarca, Noruega, Suécia e nas colônias norueguesas que se originaram da expansão viquingue (aprox. 800-1000), principalmente nos assentamentos na Groenlândia, Islândia, Ilhas Feroé, Shetland, Órcades, Hébridas, áreas costeiras da Escócia, Ilha de Man, zonas costeiras da Irlanda (especialmente as cidades), noroeste da Inglaterra e no Danelaw, Normandia, regiões costeiras da Finlândia e Estônia e nas prósperas cidades russas.
Dado que o nórdico antigo constitui um estágio dentro da evolução das línguas escandinavas, as datas que marcam o início e o fim do seu período de existência podem variar, dependendo dos critérios utilizados por diferentes estudiosos. As inscrições rúnicas constituem a fonte principal de provas diretas da mudança linguística na Escandinávia entre aproximadamente 200 e 1150
Parece lógico situar o fim do nórdico antigo quando o sistema de inflexões das línguas escandinavas começava a dar mostras de simplificação (na Dinamarca no século XII, na Suécia até finais do século XIV e na Noruega aproximadamente uma geração mais tarde). Não obstante, esse critério não é válido no caso das colônias norueguesas. Na Islândia, o sistema de inflexões permaneceu praticamente inalterado. Neste caso a Reforma (1541), que levou a uma mudança de cultura, constitui uma data prática de delimitação. No resto das regiões por onde se estendia o nórdico antigo, as evidências são muito escassas para se ter noção dos diferentes estágios da evolução linguística. Nas ilhas Feroé, Shetland e Órcadas, onde o antigo norueguês constituiu o único meio de comunicação e, portanto, as formas do escandinavo sobreviveram por muito tempo (nas ilhas Feroé até a atualidade, nas Shetland e Órcadas até mais ou menos 1800), tem-se fixado as datas de mudança de modo arbitrário.
A ascensão no condado das Órcadas dos Sinclair, de língua escocesa, em 1379 parece ser uma data apropriada para fixar o final do período do nórdico antigo nas ilhas do norte. Provavelmente foi a partir desta data quando os escoceses começaram a alcançar uma posição firme, uma situação que provocou a decadência (sem dúvida com uma interferência linguística associada) e definitivo desaparecimento das línguas escandinavas nas Órcadas e nas Shetland.
A situação é mais complexa na Finlândia e na Estônia, que aparentemente receberam posteriores levas de migração procedentes da Suécia após a Era Viquingue, de forma que não é possível garantir uma tradição contínua da língua escandinava. Se tivermos que estabelecer uma data para indicar o desaparecimento do nórdico antigo nestas áreas, a mais adequada seria, sem dúvida, a mesma que a proposta para a Suécia, mas estas divisões são meramente especulativas. Nas demais regiões, o mais sensato é fazer coincidir o final do período do nórdico antigo com a data em que desapareceu a língua escandinava (na Normandia, provavelmente, umas poucas gerações depois; na Rússia no final do século XI e início do XII; na Inglaterra possivelmente no final do século XII ou um pouco mais tarde; na Irlanda em princípios do século XIII; em Man, litoral da Escócia e Hébridas, provavelmente no século XV, e, na Groenlândia, coincidindo com o desaparecimento da colônia norueguesa a partir do século XVI).
O problema da definição do nórdico antigo não é preciso devido às diversas acepções que comporta este termo. Nas definições anteriores, tem-se tentado englobar o maior espectro possível. Para alguns, não obstante, o nórdico antigo é simplesmente a língua falada e escrita da Noruega e Islândia do ano 1000 ao ano 1350, isto é, o antigo nórdico «clássico», assim como a língua dos versos das Eddas, dos naufrágios e das sagas. Outros, sem dúvida, sugerem a utilização de um termo distinto para o nórdico antigo, ao menos no que diz respeito à distinção com esta última forma da língua: necessita-se de um termo genérico para a totalidade da Era Viquingue e o escandinavo medieval, mas a divisão em «nórdico oriental» e «nórdico ocidental», realizada a partir das primeiras amostras palpáveis de uma divisão dialetal escandinava, baseia-se na suposição de que ambos são nórdico antigo.
O nórdico antigo conta com uma ampla e sofisticada cultura literária. As primeiras inscrições (século XI) parecem ter sido fundamentalmente de natureza legal ou religiosa (leis orais escritas em pergaminhos, vidas de santos, homilias, etc.). Contudo, as mostras de uma atividade literária mais intensa (de caráter histórico, científico e diplomático) não surgem até o século XII; será no século XIII quando a literatura de sagas adquire realmente tons próprios. A escrita vernacular na Dinamarca e na Suécia seguiu basicamente o mesmo modelo, ainda que uns 100-150 anos mais tarde. Aqui, sem dúvida, existia uma maior dependência de originais e modelos estrangeiros, porque sua literatura nativa não pode se comparar com as das sagas (fundamentalmente islandesas).

## Dialetos
O nórdico antigo, tal como aparece aqui definido, tratava-se claramente de uma língua utilizada para múltiplas facetas. Sua origem remonta ao escandinavo primitivo, a primeira forma demonstrável de germânico setentrional que, com toda segurança, não estava isenta de dialetos.
A impressão de uniformidade que aqui se deduz não deixa de ser uma ilusão, pois os sinais de variedade linguística estão em relação mais ou menos proporcional com a disponibilidade dos materiais a recorrer. Contudo, torna-se difícil aceitar que pessoas que viviam em regiões tão distantes entre si como Rússia, Groenlândia e Irlanda (em sua maioria sujeita a influências linguísticas ímpares) pudessem manter durante muito tempo certo grau de uniformidade linguística.
À medida que o proto-nórdico evoluiu até o nórdico antigo, no século VIII, os efeitos dos umlauts variaram geograficamente. Os umlauts típicos (por exemplo, de *fullian para fylla) foram mais fortes no oeste, enquanto que aqueles que resultaram em diérese (por exemplo, de herto para hiarta) foram mais fortes no leste. As diferenças foram aumentando através do tempo, e houve uma maciça dialetação entre os séculos IX e X, resultando em três dialetos maiores: nórdico antigo ocidental, nórdico antigo oriental e gútnico antigo.

## Escrita

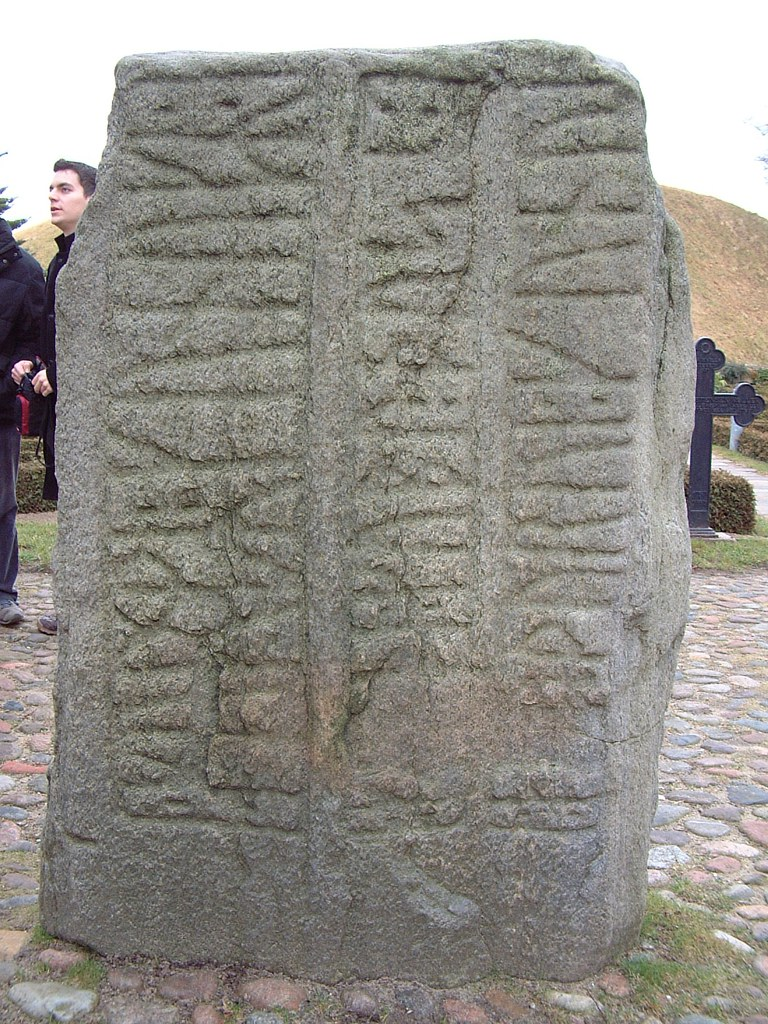
Pedra rúnica escrita em nórdico antigo

Ainda que as inscrições rúnicas constituam nossa principal fonte de informação para o estudo do nórdico antigo antes da introdução do alfabeto latino, utilizado para escrita das línguas vernáculas (na Islândia e Noruega em 1150 aproximadamente; na Dinamarca e Suécia por volta de 1250), estas provas se complementam com outras fontes, tais como: poesia das Eddas e dos naufrágios (composta a partir de 1150, ainda que parte desta seja mais antiga); topônimos e antropônimos presentes na obra de autores estrangeiros (sobretudo anglo-saxões e irlandeses) e as obras escritas em latim na Escandinávia (posteriores a 1100).

Inclusive após da adoção do alfabeto romano para as línguas vernáculas, a população continuou usando as runas em algumas regiões tempos depois de se deixar de utilizar o nórdico antigo.
Estas últimas inscrições contam com o valor adicional de constituir material de informação linguística,  devido à natureza relativamente ortofônica da escrita rúnica. Igualmente, os versos de Eddas e naufrágios apresenta um maior número de orações completas, mas sua linguagem é muito estilizada, o que resulta na dificuldade de determinar a antiguidade dos poemas e versos individuais.
O alfabeto latino chegou às populações de língua escandinava com o cristianismo. Quando e até que ponto a população nórdica que se fixou nas regiões cristianizadas aprendeu a utilizar o alfabeto latino não está claro, pois quase não há provas que demonstrem que o utilizavam para escrever sua própria língua, se bem que alguns deles deixaram em sua passagem inscrições rúnicas em nórdico antigo. A Dinamarca converteu-se ao cristianismo na segunda metade do século X, e a Islândia e a Noruega, por volta do ano 1000; a Suécia, provavelmente, em algum momento do século XI. Os dinamarqueses e suecos aparentemente não se apressaram a adotar o alfabeto latino para escrever a língua vernácula, ainda que tenhamos provas de que os noruegueses e os islandeses (os primeiros, ao menos, aparentemente sob influência anglo-saxã) começaram já na segunda metade do século XI a recopiar manuscritos em nórdico antigo utilizando o alfabeto latino.

## Gramática
O sistema gramatical do nórdico antigo apresentava uma uniformidade suficiente para poder ser codificado numa "gramática do nórdico antigo". Apesar disso, é conveniente assinalar que os traços gramaticais não eram uniformes em todo o espaço geográfico nórdico, nem eram uniformes no espaço temporal entre os séculos XI e XIV.

Antes da chegada do cristianismo, a influência estrangeira no nórdico antigo é quase imperceptível, mas desde o momento em que a Escandinávia passa a fazer parte da cultura europeia medieval as inovações na língua passam a ser numerosas, sobretudo na forma de empréstimos. Mais adiante, o baixo alemão, a língua dos comerciantes da Liga Hanseática, exercerá uma influência maior, mas que já marca o ocaso do período do nórdico antigo e o começo do processo que levaria até o escandinavo moderno. A Islândia e as ilhas Feroé não estavam tão expostas à influência do baixo alemão, e aí está a precisamente uma das principais causas da separação entre os ramos insulares e continentais que caracteriza o escandinavo no período posterior ao nórdico antigo.

### Substantivos
O nórdico antigo possuía três gêneros: masculino, feminino e neutro; dois números, ainda que o dual seja preservado no sistema pronominal; quatro casos: nominativo, acusativo, genitivo e dativo. Os substantivos eram divididos em substantivos fracos e fortes. Assim, existiam os substantivos masculinos fortes, os substantivos masculinos fracos, os substantivos femininos fortes, os substantivos femininos fracos, os substantivos neutros fortes e os substantivos neutros fracos.
Os substantivos com raízes em a-/ja-/wa- são geralmente masculinos ou neutros; o-/jo-/wo- são femininos; i- são masculinos ou femininos ; u- são somente masculinos.
|       |      | 1ª declinação, gen. sing. -s, nom. pl. -ar, ac. pl. -a. | 1ª declinação, gen. sing. -s, nom. pl. -ar, ac. pl. -a. | 1ª declinação, gen. sing. -s, nom. pl. -ar, ac. pl. -a. | 2ª declinação, gen. sing. -ar, nom. pl. -ir, ac. pl. -i. | 2ª declinação, gen. sing. -ar, nom. pl. -ir, ac. pl. -i. | 3ª declinação, ac. pl. -u. | 4ª declinação, nom. e ac. pl. -r. |
| ----- | ---- | ------------------------------------------------------- | ------------------------------------------------------- | ------------------------------------------------------- | -------------------------------------------------------- | -------------------------------------------------------- | -------------------------- | --------------------------------- |
| Sing. | NOM  | heim-r                                                  | himin-n                                                 | lækn-ir                                                 | fund-r                                                   | bekk-r                                                   | kött-r                     | vetr                              |
| Sing. | ACUS | heim                                                    | himin                                                   | lækn-i                                                  | fund                                                     | bekk                                                     | kött                       | vetr                              |
| Sing. | DAT  | heim-i                                                  | himn-i                                                  | lækn-i                                                  | fund-i                                                   | bekk                                                     | ketti                      | vetri                             |
| Sing. | GEN  | heim-s                                                  | himin-s                                                 | lækn-is                                                 | fund-ar                                                  | bekk-jar                                                 | katt-ar                    | vetr-ar                           |
| Plur. | NOM  | heim-ar                                                 | himn-ar                                                 | lækn-ar                                                 | fund-ir                                                  | bekk-ir                                                  | kettir                     | vetr                              |
| Plur. | ACUS | heim-a                                                  | hin-a                                                   | lækn-a                                                  | fund-i                                                   | bekk-i                                                   | kött-u                     | vetr                              |
| Plur. | DAT  | heim-um                                                 | himn-um                                                 | lækn-um                                                 | fund-um                                                  | bekk-jum                                                 | kött-um                    | vetr-um                           |
| Plur. | GEN  | heim-a                                                  | himn-a                                                  | lækn-a                                                  | fund-a                                                   | bekk-ja                                                  | katt-a                     | vetr-a                            |

|       |      | 1ª declinação, gen. sing. e nom. pl. -ar. | 1ª declinação, gen. sing. e nom. pl. -ar. | 1ª declinação, gen. sing. e nom. pl. -ar. | 2ª declinação, gen. sing. -ar, nom. pl. -ir. | 2ª declinação, gen. sing. -ar, nom. pl. -ir. | 2ª declinação, gen. sing. -ar, nom. pl. -ir. | 3ª declinação, nom. pl. -r. | 3ª declinação, nom. pl. -r. |
| ----- | ---- | ----------------------------------------- | ----------------------------------------- | ----------------------------------------- | -------------------------------------------- | -------------------------------------------- | -------------------------------------------- | --------------------------- | --------------------------- |
| Sing. | NOM  | nál                                       | fit                                       | heið-r                                    | tíð                                          | höfn                                         | sól                                          | eik                         | bók                         |
| Sing. | ACUS | nál                                       | fit                                       | heið-i                                    | tíð                                          | höfn                                         | sól                                          | eik                         | bók                         |
| Sing. | DAT  | nál                                       | fit                                       | heið-i                                    | tíð                                          | höfn                                         | sól-u                                        | eik                         | bók                         |
| Sing. | GEN  | nál-ar                                    | fit-jar                                   | heið-ar                                   | tíð-ar                                       | hafnar                                       | sól-ar                                       | eik-ar                      | bók-ar                      |
| Plur. | NOM  | nál-ar                                    | fit-jar                                   | heið-ar                                   | tíð-ir                                       | hafn-ir                                      | sól-ir                                       | eik-r                       | bœk-r                       |
| Plur. | ACUS | nál-ar                                    | fit-jar                                   | heið-ar                                   | tíð-ir                                       | hafn-ir                                      | sól-ir                                       | eik-r                       | bœk-r                       |
| Plur. | DAT  | nál-um                                    | fit-jum                                   | heið-um                                   | tíð-um                                       | höfn-um                                      | sól-um                                       | eik-um                      | bók-um                      |
| Plur. | GEN  | nál-a                                     | fit-ja                                    | heið-a                                    | tíð-a                                        | hafn-a                                       | sól-a                                        | eik-a                       | bók-a                       |

|       |      | 1ª declinação. | 1ª declinação. | 1ª declinação. | 1ª declinação. | 2ª declinação. | 2ª declinação. |
| ----- | ---- | -------------- | -------------- | -------------- | -------------- | -------------- | -------------- |
| Sing. | NOM  | skip           | barn           | nes            | högg           | klæði          | ríki           |
| Sing. | ACUS | skip           | barn           | nes            | högg           | klæði          | ríki           |
| Sing. | DAT  | skip-i         | barn-i         | nes-i          | högg-vi        | klæði          | ríki           |
| Sing. | GEN  | skip-s         | barn-s         | nes-s          | högg-s         | klæði-s        | ríki-s         |
| Plur. | NOM  | skip           | börn           | nes            | högg           | klæði          | ríki           |
| Plur. | ACUS | skip           | börn           | nes            | högg           | klæði          | ríki           |
| Plur. | DAT  | skip-um        | börn-um        | nes-jum        | högg-um        | klæð-um        | rík-jum        |
| Plur. | GEN  | skip-a         | barn-a         | nes-ja         | högg-va        | klæð-a         | rík-ja         |

|       |      | Masculino | Masculino | Feminino | Feminino     | Feminino   | Neutro | Neutro   |
| ----- | ---- | --------- | --------- | -------- | ------------ | ---------- | ------ | -------- |
| Sing  | NOM  | tím-i     | steð-i    | tung-a   | ald-a        | ell-i      | aug-a  | hjart-a  |
| Sing  | ACUS | tím-a     | steð-ja   | tung-u   | öld-u        | ell-i      | aug-a  | hjart-a  |
| Sing  | DAT  | tím-a     | steð-ja   | tung-u   | öld-u        | ell-i      | aug-a  | hjart-a  |
| Sing  | GEN  | tím-a     | steð-ja   | tung-u   | öld-u        | ell-i      | aug-a  | hjart-a  |
| Plur. | NOM  | tím-ar    | steð-jar  | tung-ur  | öld-ur       | sem plural | aug-u  | hjörtu   |
| Plur. | ACUS | tím-a     | steð-ja   | tung-ur  | öld-ur       | sem plural | aug-u  | hjört-u  |
| Plur. | DAT  | tím-um    | steð-jum  | tung-um  | öld-um       | sem plural | aug-um | hjört-um |
| Plur. | GEN  | tím-a     | steð-ja   | tung-na  | ald-a/ald-na | sem plural | aug-na | hjart-na |

### O artigo definido
O artigo definido era posposto ao substantivo ao qual se refere, e não existia um artigo indefinido. Por exemplo, um braço é traduzido como armr. Já o braço, é traduzido como armrinn, ou seja, o radical armr mais o artigo sufixado hinn - que perde o h quando é juntado à palavra: armr + hinn = armrinn, nes + hit = nesit, bók + hin = bókin etc. A declinação do artigo definido é como segue:
|            | Masculino | Masculino | Feminino | Feminino | Neutro   | Neutro |
| ---------- | --------- | --------- | -------- | -------- | -------- | ------ |
| Caso       | Singular  | Plural    | Singular | Plural   | Singular | Plural |
| Nominativo | hinn      | hinir     | hin      | hinar    | hit      | hin    |
| Acusativo  | hinn      | hina      | hina     | hinar    | hit      | hin    |
| Dativo     | hinum     | hinum     | hinni    | hinum    | hinu     | hinum  |
| Genitivo   | hins      | hanna     | hinnar   | hinna    | hins     | hinna  |

Além da forma sufixada, o artigo ocasionalmente pode aparecer como uma palavra independente, como acontece na maior parte das línguas atuais. Quando o substantivo determinado vem acompanhado de um adjetivo, o artigo aparece sozinho: ao invés de sterkr armrinn*, usa-se hinn sterkr armr (o braço forte). O artigo vem sufixado apenas se o adjetivo vier depois do substantivo: armrinn er sterkr (o braço é forte). Do mesmo modo, se não houver adjetivo, usa-se o artigo sufixado: maðrinn er at fara (o homem está indo).
O artigo sempre declina junto com o substantivo que está determinando. Assim, temos landit er stórt (a terra é grande) no nominativo, onde landit é a junção de land (nominativo singular de terra) e hit (nominativo singular do artigo neutro); mas hann er á landinu (ele está na terra), onde landinu é a junção de landi (dativo singular de land) e hinu (dativo singular do artigo neutro) e, de modo semelhante, garðr landsins (a cidade do país), onde landsins é o genitivo do substantivo, lands, mais o genitivo do artigo neutro, hins.

### Numerais
Nos tempos mais antigos o sistema numérico nórdico usava a base 12, tendo depois transitado para a base 10. Os numerais 1-4 são declinados como adjetivos.
| Numeral | Islandês |
| ------- | -------- |
| 1       | einn     |
| 2       | tveir    |
| 3       | þrír     |
| 4       | fjórir   |
| 5       | fim      |
| 6       | sex      |
| 7       | sjau     |
| 8       | átta     |
| 9       | niu      |
| 10      | tiu      |
| 11      | ellifu   |
| 12      | tolf     |
| 13      | þrettán  |

## Fonologia

### Vogais
As vogais geralmente vêm em pares, longas e curtas. A ortografia marca as vogais longas com um acento agudo. O valor fonético delas é mais ou menos o seguinte:
|                  | Vogais anteriores | Vogais anteriores | Vogais anteriores | Vogais anteriores | Vogais posteriores | Vogais posteriores |
| Não-arredondadas | Não-arredondadas  | Arredondadas      | Arredondadas      |                   | Vogais posteriores | Vogais posteriores |
| ---------------- | ----------------- | ----------------- | ----------------- | ----------------- | ------------------ | ------------------ |
| Fechadas         | i                 | iː                | y                 | yː                | u                  | uː                 |
| Médias           | ɛ                 | eː                | œ                 | øː                | o                  | oː                 |
| Médio-abertas    |                   |                   |                   |                   | ɔ                  | ɔː                 |
| Abertas          | æ                 | æː                |                   |                   | ɒ                  | ɒː                 |

Estes sons representam-se, na ortografia do nórdico antigo, deste modo:
| Vogal | Valor fonético em AFI | Vogal | Valor fonético em AFI |
| ----- | --------------------- | ----- | --------------------- |
| i     | [i]                   | ø     | [ø]                   |
| í     | [iː]                  | œ     | [œː]                  |
| y     | [y]                   | o     | [ɔ]                   |
| ý     | [yː]                  | ó     | [oː]                  |
| u     | [u]                   | æ     | [ɛː]                  |
| ú     | [uː]                  | a     | [a]                   |
| e     | [ɛ]                   | á     | [aː], [ɑː]            |
| é     | [eː]                  | ǫ/ö   | [ɒ]                   |